# Ліга Сомалі
Ліга Сомалі (сом. Heerka Koowaad ee Soomaali / араб. دوري الدرجة الأولى الصومالية‎) — змагання з футболу з-поміж клубів Сомалі, в ході якого визначається чемпіон країни й представники міжнародних клубних змагань.

## Історія
Заснована 1967 року. З міркувань безпеки всі матчі проводяться на стадіоні Банадір, розташованому в Могадішо, який вміщує 15 000 глядачів. За виключенням «Хорсіда», решта команд представлюять столицю країни — Могадішо.
Кожна команда, яка виступає в лізі, може одночасно зареєструвати не більше чотирьох легіонерів.
Переможець турніру отримує право наступного сезону виступати в Лізі чемпіонів КАФ.

## Переможці по рокам
- 1967 : «Сомалі Поліс»
- 1968 : «Хога»
- 1969 : «Лаворі Паблісі»
- 1970 : «Лаворі Паблісі»
- 1971:  «Лаворі Паблісі»
- 1971-72 : «Хорсід»
- 1972-73 : «Хорсід»
- 1973-74 : «Хорсід»
- 1974-75 : «Могадішу Муніципаліті»
- 1975-76 : «Хорсід»
- 1976-77 : «Хорсід»
- 1977-78 : «Хорсід»
- 1978-79 : «Хорсід»
- 1979-80 : «Хорсід»
- 1980-81 : «Лаворі Паблісі»
- 1982 : «Вагад»
- 1983 : «Нешнл Принтінг Едженсі»
- 1984 : «Маріне»
- 1985 : «Вагад»
- 1986 : «Могадішу Муніципаліті»
- 1987 : «Вагад»
- 1988 : «Вагад»
- 1989 : «Могадішу Муніципаліті»
- 1990 : «Гаадіідка»
- 1991 : Не відбувся через Громадянську війну
- 1992 : Не відбувся через Громадянську війну
- 1993 : Не відбувся через Громадянську війну
- 1994 : «Морріс Сапліс»
- 1995 : «Альба»
- 1996 : Не відбувся через Громадянську війну
- 1997 : «Ельман»
- 1998 : «Декеда»
- 1999 : «Банаадір Телеком»
- 2000 : «Ельман»
- 2001 : «Ельман»
- 2002 : «Ельман»
- 2003 : «Ельман»
- 2004-06 : «Банаадір Телеком»
- 2007 : «Декеда»
- 2008 : «Ельман»
- 2009 : «Банаадір Телеком»
- 2010 : «Банаадір Телеком»
- 2011 : «Ельман»
- 2012 : «Ельман»
- 2012-13 : «Ельман»
- 2013-14 : «Банаадір Телеком»
- 2014-15 : «Гіган»
- 2015-16 : «Банаадір Телеком»
- 2016-17 : «Декеда»
- 2018 : «Декеда»
- 2019 : «Декеда»

## Переможці по титулам
| Клуб                     | Місто    | Чемпіон | Роки чемпіонств                                      |
| ------------------------ | -------- | ------- | ---------------------------------------------------- |
| «Ельман»                 | Могадішо | 9       | 1997, 2000, 2001, 2002, 2003, 2008, 2011, 2012, 2013 |
| «Хорсід»                 | Хорсід   | 8       | 1972, 1973, 1974, 1976, 1977, 1978, 1979, 1980       |
| «Банаадір Телеком»       | Могадішо | 6       | 1999, 2006, 2009, 2010, 2014, 2016                   |
| «Декеда» («Портс»)       | Могадішо | 5       | 1998, 2007, 2017, 2018, 2019                         |
| «Лаворі Паблісі»         | Могадішо | 4       | 1969, 1970, 1971, 1981                               |
| «Вагад»                  | Могадішо | 4       | 1982, 1985, 1987, 1988                               |
| «Могадішу Муніципаліті»  | Могадішо | 3       | 1975, 1986, 1989                                     |
| «Гіган» («Сомалі Поліс») | Могадішо | 2       | 1967, 2015                                           |
| «Хога»                   | Могадішо | 1       | 1968                                                 |
| «Нешнл Принтінг Едженсі» | Могадішо | 1       | 1983                                                 |
| «Маріне»                 | Могадішо | 1       | 1984                                                 |
| «Гаадіідка»              | Могадішо | 1       | 1990                                                 |
| «Морріс Сапліс»          | Могадішо | 1       | 1994                                                 |
| «Альба»                  | Альба    | 1       | 1995                                                 |